# Hráz rybníka Kunžvartu
Hráz rybníka Kunžvartu je protržená hráz průtočného rybníka z 16. století, který byl vybudován na říčce Řasnici nedaleko jihočeského městyse Strážný. Hráz se nachází na území Národního parku Šumava.

## Umístění a rozměry
Hráz se nachází v údolí Řasnice (Travné Vltavy) v lokalitě U Splavského Mlýna, pod soutokem Řasnice s potokem Častá, na okraji katastrálního území Hliniště. Říčka Řasnice hrází protéká od jihu na sever, návodní strana hráze je orientována k jihu a nedaleké státní hranici, vzdušná strana k severu. Západní konec hráze leží přibližně 1,4 km vjv. od Strážného, na jihovýchodním úpatí návrší kóty 832,7 m, v minulosti označovaného jako Kuschwarta. Východní konec hráze leží na západním úpatí vrchu Hamerský les a je vzdálen přibližně 900 metrů jjz. od osady Hliniště. Hráz je dlouhá přibližně 529 metrů, široká až 51 metrů, v koruně až 23 metrů. Pata hráze rybníka leží v nejnižším bodě v 800 m n. m., nejvyšší místa koruny hráze jsou v nadmořské výšce 807–808 metrů. Nadmořská výška rybníka by jej dnes řadila mezi nejvýše položené v Česku, např. Křišťanovický rybník leží jen v 785 m n. m.

## Historie

### Dřívější domněnky o původu
Hráz je často uváděna jako pozůstatek vodní nádrže vystavěné pravděpodobně ve 14. století za vlády Karla IV. Na základě tohoto časového určení byla považována za nejstarší přehradu v Čechách a označována za unikátní důkaz o výstavbě vodních nádrží na území středověkých Čech. Předpokládalo se také, že jde o součást budované vodní cesty, která měla propojit Černé a Severní moře.

### Současné poznání
Sypaná hráz rybníka byla postavena vladykou Petrem Malovcem z Chýnova a na Vimperku nejspíše v letech 1543–1547. Na probíhající výstavbu rybníka si stěžoval Petr z Rožmberka, majitel prachatického panství, a to u úředníků menších desek zemských v Praze. Stížnost vyjadřovala obavy o majetek vlastní i majetek poddaných, protože Petr z Rožmberka neměl důvěru v odolnost hráze rybníka. Ve stížnosti uváděl, že rybník na Kunžvartě bude hluboký a veliký, zbudovaný na velkých vodách s hrází založenou nevhodně na kruntu. Protesty pro výstavbě nebyly úspěšné, rybník byl dokončen a napuštěn, nejstarší známá zmínka o již zbudovaném rybníku pochází z roku 1553. Rybník musel být dokončen před rokem 1547, protože v tomto roce bylo Petrovi Malovcovi vimperské panství včetně rybníka konfiskováno pro účast na neúspěšném povstání českých stavů proti českému králi Ferdinandu I. Habsburskému.
Rybník o uváděné rozloze 150 ha byl označován názvem Weiher, což v překladu znamená prosté „rybník“. Pokud je v současnosti uváděn jiný název rybníka, tak Kunžvart. Rudolf Tischler uvádí, že nádrž měla sloužit k usnadnění plavení dřeva a k chovu ryb.
Obavy Rožmberka o odolnost hráze nebyly liché, ještě v 16. století se hráz protrhla: většina zdrojů uvádí rok protržení 1587, některé uvádějí rybník jako pustý již k roku 1581. Novodobý průzkum Stavební geologie v Praze prokázal, že hráz byla založena na nevhodném místě. Pod vrstvou slatinných zemin byl propustný, nezpevněný nivní sediment tvořený hlínou, pískem a štěrkem naplavenými v průběhu holocénu. V rybníku zadržovaná voda díky tomu snáze protrhla hráz založenou na nestabilním podloží.

### Zvažování obnovy
V 19. století chtěl hráz opravit a rybník obnovit Ing. Josef Fischer, knížecí lesní.
Záměr opravy hráze a obnovy rybníka na Strážném a jeho vliv na životní prostředí byl posuzován od roku 2015 v rámci většího souboru záměrů (EIA MZP457). Hodnocen byl vliv záměru na předměty ochrany a celistvost především evropsky významné lokality Šumava a ptačí oblasti Šumava.
Obnovený rybník by zatopil část vrchoviště Stráženská slatina. Zatopena by byla také část toku Řasnice a Časté, ve kterých se vyskytují vranka obecná a mihule potoční, druhy vázané na čisté proudící vody. Rybník by pro tyto druhy představoval podstatnou migrační překážku a znamenal by fragmentaci vodního toku a populací obou druhů. V rybníku by se ukládal vodou nesený materiál, což by mohlo změnit přirozené podmínky populaci kriticky ohrožené perlorodky říční v toku Teplé Vltavy (do které Řasnice ústí). Perlorodka se živí organogenním detritem, tj. drobnými částicemi rostlinného původu, které by rybník pravděpodobně zadržoval. Okolí rybníka je pro svůj charakter významnou lokalitou chřástala polního a tetřívka obecného, oba tyto druhy by byly obnovou rybníka dotčené.
U záměru byl shledán významně negativní vliv na PO a EVL Šumava. Ministerstvo životního prostředí proto k záměru obnovy rybníka vydalo nesouhlasné závazné stanovisko.

## Památková ochrana
Hráz je památkově chráněna od 31. prosince 1963. Evidenční list z roku 1963 je veden pod názvem Hráz údolní přehrady a ve zdůvodnění ochrany je uvedeno nejstarší česká údolní přehrada. V současnosti je hráz chráněna jako nemovitá kulturní památka.

## Splavský mlýn
V blízkosti západního konce hráze vyrostl později Splavský mlýn (Damm Mühle, Dammmühle, česky Hrázský mlýn). Zachycen je např. v první polovině 19. století na mapách Stabilním katastru. Mlýn nevyužíval vody z vodnatější Řasnice, ale přiváděl si vodu dlouhým náhonem z Časté tekoucí od Strážného. Do tohoto náhonu ústil i Kořenský potok, který průtok přilepšoval. Po skončení druhé světové války byl mlýn Československem konfiskován jako nepřátelský majetek na základě prezidentského dekretu č. 108/145 a od roku 1949 je majetkem dnešního městyse Strážný. Splavský mlýn byl i s okolní zástavbou zbořen, od té doby u hráze nestojí žádná stavba.

## Stráženská slať
Rozlehlé údolní rašeliniště Stráženská slatina bylo dříve nazýváno jako Weigerfilz, popř. Weier Filz, což vzniklo z názvu Weiherfilz znamenajícího v překladu „rybniční slať“. Název odkazuje na rybník, který v době svého napuštění zatopil severovýchodní část slatě.

## Turistika
Po hrázi zaniklého rybníka vede zeleně značená turistická trasa 3331 vedoucí od rozcestí Pod Lískovým vrchem přes Strážný, Soumarský most, Volary k Brixovu dvoru.